# كرسول متعدد الأزهار
كرسول متعدد الأزهار  (الاسم العلمي:Crassula multiflora) هو نوع نباتي يتبع جنس الكرسول من فصيلة الكرسولية.